# Robert Montgomery Bird
Robert Montgomery Bird (New Castle, 5 febbraio 1806 – Filadelfia, 23 gennaio 1854) è stato un drammaturgo, romanziere e giornalista statunitense.

## Biografia

La firma di Robert Montgomery Bird

Robert Montgomery Bird nacque a Newcastle il 5 febbraio 1806.
Bird si laureò in medicina all'Università della Pennsylvania nel 1827, esercitò solo per un anno. Insegnò dal 1841 al 1843 alla facoltà di medicina dell'Università della Pennsylvania,  poi si impegnò con il giornalismo nel ruolo di direttore del North American di Filadelfia.
Si avvicinò alla letteratura scrivendo poesie, alcune delle quali pubblicate in periodici e altre diverse opere non stampate, dopo di che si dedicò al teatro e dopo qualche prova accademica influenzata dal Romanticismo, come Il cannocchiale cittadino (The City Looking Glass, 1828), ambientata a Filadelfia; o intrisa di elementi storico-classico, come Pelopidas (1830); grazie all'amicizia dell'attore Edwin Forrest, scrisse per lui Il gladiatore (The gladiator, 1831), un dramma ispirato dalla ribellione di Spartaco, che raggiunse le mille rappresentazioni e la popolarità nazionale; Oralloossa (1832), dramma in versi basato sulla figura del principe inca Oralloossa e alla lotta contro i conquistadores di Francisco Pizarro, in cui seguì gli stessi elementi tratti dal Romanticismo europeo e la stessa linea di democratica protesta contro la tirannia e l'intolleranza; Il cambiavalute di Bogota (The broker of Bogota, 1834), opera a cui restò legato il nome di Bird, incentrata su una sincera e commossa vicenda di un uomo che viene ingiustamente accusato di un delitto, commesso invece dal figlio, che infine confessa la propria colpa.
Poiché Bird ebbe qualche problema con Forrest per poter pubblicare i suoi drammi, dato che quest'ultimo sosteneva di averne comprato i diritti, Bird si diede a scrivere romanzi per vivere.
Basandosi soprattutto sulla storia americana e al romanzo storico avventuroso, scrisse:  Calavar (1834); Gli sparvieri di Hawk-Hollow (The hawks of Hawk-Hollow, 1835), che risultò uno dei migliori; L'infedele (The Infidel, 1835); Nick dei boschi (Nick of the woods, 1837), che fu uno dei più noti, romanzo di frontiera in cui il conservatore Bird descrisse il pellirossa con i caratteri del selvaggio.
Nel 1917, quando i suoi drammi furono pubblicati, fu riconosciuto come uno tra i più importanti drammaturghi statunitense.

## Opere

### Teatro
- Il cannocchiale cittadino (The City Looking Glass, 1828);
- Pelopidas (1830);
- Il gladiatore (The gladiator, 1831);
- Oralloossa (1832);
- Il cambiavalute di Bogota (The broker of Bogota, 1834).

### Romanzi
- Calavar (1834);
- Gli sparvieri di Hawk-Hollow (The hawks of Hawk-Hollow 1835);
- L'infedele (The Infidel, 1835);
- Nick dei boschi (Nick of the woods, 1837).